# Richard Fuchs
Richard Fuchs   (Greifswald, 5 de desembre de 1873 - Bad Doberan, 28 de desembre de 1944) va ser un matemàtic alemany.

## Vida i obra
Richard Fuchs era fill del professor universitari de matemàtiques Lazarus Fuchs, qui estava destinat a la universitat de Greifswald quan va néixer Richard. L'any següent, després d'una breu estança a la universitat de Göttingen, va ser destinat a la universitat de Heidelberg, població on Richard va fer els seus estudis escolars. El 1884, la família es va tornar a traslladar a Berlín, on Fuchs va acabar els estudis secundaris al Institut Askanian. El 1893 va ingressar a la universitat de Berlín per estudiar física i matemàtiques. Es va doctorar en aquesta universitat el 1897.
A partir de 1901 va ser professor del institut Bismarck del barri de Wilmersdorf a Berlín. El 1906 va obtenir l'habilitació a la universitat Tècnica de Berlín, però va continuar donant classes al institut Bismarck.
El 1938, degut a les lleis antisemites nazis i a la seva ascendència jueva, va ser expulsat de la universitat. Tot i així el van deixar seguir treballant per l'institut de recerca aèria de Brunsvic fins a la seva mort el 1941.
Fuchs és recordat per haver estat el descobridor el 1905 de l'equació Painlevé VI, una de les més importants equacions diferencials en física matemàtica, i per haver escrit, conjuntament amb Ludwig Hopf, el tractat més popular d'aerodinàmica del seu temps: Aerodynamik (1922). A partir de 1904 va ser, juntament amb el seu cunyat Ludwig Schlesinger, editor de les obres escollides de Lazarus Fuchs: Gesammelte Mathematische Werke von L. Fuchs, en tres volums.